# Aleksandretta maskareńska
Aleksandretta maskareńska (Psittacula exsul) – gatunek średniej wielkości wymarłego ptaka z rodziny papug wschodnich (Psittaculidae). Występował na wyspie Rodrigues (Maskareny, zachodni Ocean Indyjski). Należąca do tego samego rodzaju aleksandretta obrożna (Psittacula krameri) jest blisko spokrewniona z maskareńską i może być jej przodkiem. Sama aleksandretta maskareńska mogła być przodkiem aleksandrett z Mauritiusu i Reunionu.
Przy długości ciała rzędu 40 cm aleksandretta maskareńska była mniej więcej wielkości aleksandretty obrożnej. Upierzenie było głównie szarawe lub łupkowoniebieskie, co jest nietypowe dla rodzaju Psittacula, którego przedstawiciele są w większości zieloni. Samce wyróżniały się intensywniejszymi barwami i miały czerwony, a nie czarny, jak u samic, dziób. Szczegóły dotyczące wyglądu dorosłych samców są nieznane – jedyny znany okaz płci męskiej był najpewniej ptakiem młodocianym. U dorosłych samców mogły na skrzydłach występować czerwone plamy, jak u spokrewnionych aleksandrett większych (P. eupatria). U ptaków obydwu płci od brody do karku biegła czarna obroża, u samców była jednak wyraźniejsza. Nogi szare, tęczówka żółta. Z XVII-wiecznych doniesień wynika, że istniała również odmiana zielona (patrz: polimorfizm), nie ma jednak wyjaśnienia dla tego zjawiska. Niewiele wiadomo o zachowaniu się aleksandrett maskareńskich na wolności. Możliwe, że jadły orzechy i liście Cassine orientalis. Były to bardzo uległe ptaki, przypuszczalnie potrafiły naśladować ludzką mowę.
Po raz pierwszy o aleksandretcie maskareńskiej wspomniał francuski hugenota François Leguat w 1708; później była ona opisywana przez niewielu autorów. Epitet gatunkowy exsul odnosi się do samego Leguata, który został wygnany z Francji. Istnieją tylko dwie ilustracje wykonane na podstawie obserwacji żywego ptaka; przedstawiają tego samego osobnika trzymanego w niewoli w latach 70. XVIII wieku. Naukowo gatunek opisano w 1872, holotypem była samica. Ostatni okaz, samca, odłowiono w 1875. Te dwa okazy są jedynymi, które przetrwały do czasów współczesnych. Ptaki te stały się rzadkie ze względu na wycinkę lasów i, prawdopodobnie, odłów, ale przypuszcza się, że ostatecznie wyginęły przez serię cyklonów i sztormów, które nawiedziły Rodrigues pod koniec XIX wieku.

## Taksonomia

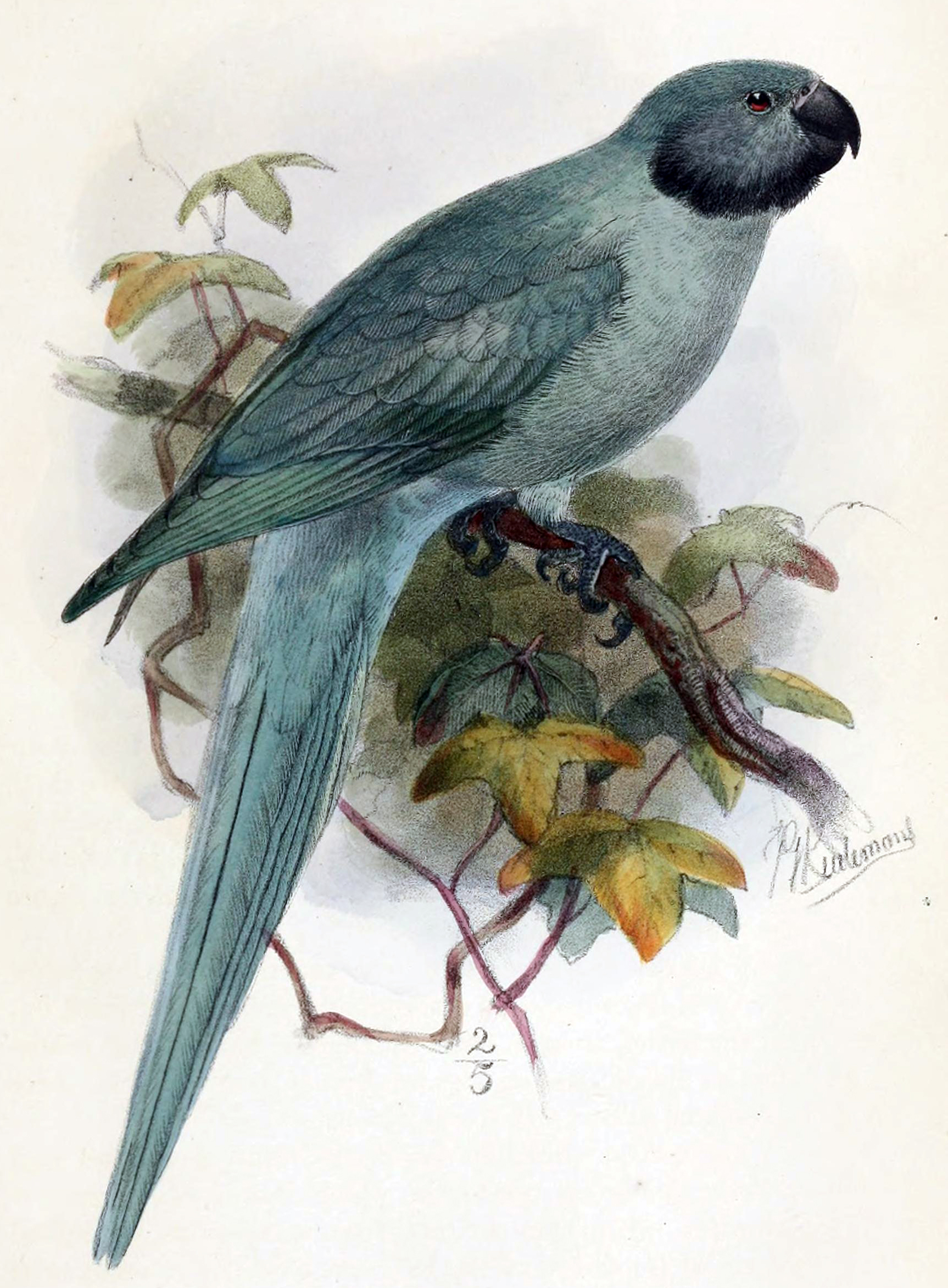
Ilustracja z 1875 autorstwa Keulemansa przedstawiająca holotyp

Po raz pierwszy aleksandrettę maskareńską wzmiankował François Leguat w jego wspomnieniu z 1708, A New Voyage to the East Indies. Leguat przewodził grupie dziewięciu hugenotów, którzy przybyli na Rodrigues między 1691 a 1693 po zesłaniu na wyspę. Kolejne opisy sporządzili Julien Tafforet w 1726 i francuski matematyk Alexandre Pingré, który przyjechał w 1761 na Rodrigues, by zobaczyć tranzyt Wenus.
W 1871 George Jenner, członek magistratu Rodrigues, odłowił samicę; została ona zakonserwowana w alkoholu i przekazana Edwardowi Newtonowi, zarządcy kolonii na Mauritiusie, który przekazał go swojemu bratu, brytyjskiemu ornitologowi Alfredowi Newtonowi. Ten ostatni opisał go naukowo, nadając mu nazwę Palaeornis exsul. Epitet gatunkowy exsul („wygnany”) odnosi się do Leguata, który został wygnany z Francji. Newton przyznał, że miał trudności z wybraniem innej nazwy. Odmówił opublikowania ilustracji przedstawiającej samicę, mimo że wydawcy „The Ibis” zaoferowali mu wydzielone nań miejsce. Newton był przekonany, że samiec byłby bardziej atrakcyjny wizualnie, i wolał poczekać z publikacją. Holotyp, samica, przechowywany jest w Cambridge University Museum of Zoology i oznaczony numerem UMZC 18/Psi/67/h/1.
Alfred Newton zażądał dostarczenia kolejnych okazów – szczególnie samców, ale w 1875 opublikował w końcu ilustrację przedstawiającą samicę, żałując braku samców. Poprzedniego roku odkryto opis gatunku z 1726 autorstwa Tafforeta, a Newton napisał, że potwierdzał on jego przypuszczenia, jakoby samce miały być barwniejsze. Henry H. Slater, który zbierał okazy dla Newtona, widział aleksandretty maskareńskie w zeszłym roku, ale nie miał wówczas z sobą broni. 14 sierpnia 1875 William Vandorous odstrzelił samca. Możliwe, że był to ten sam okaz, którego obserwował Slater. Przesłany został przez Williama J. Caldwella do Edwarda Newtona. Ten paratyp, oznaczony numerem UMZC 18/Psi/67/h/2, jest przechowywany w Cambridge University Museum of Zoology.
Edward Newton odnotował, że jego zdaniem samce prawdopodobnie miały mieć na skrzydłach czerwone plamy, jednak u odłowionego samca jej nie było, co miało świadczyć o jego młodym wieku. Nadal uważał ten okaz za piękniejszy od samicy. Te dwa okazy są jedynymi, które dotrwały współczesnych czasów. Z zakonserwowanej samicy pozyskano żuchwę i mostek. W jaskiniach Plaine Corail odkryto szczątki subfosylne aleksandretty maskareńskiej.

### Ewolucja

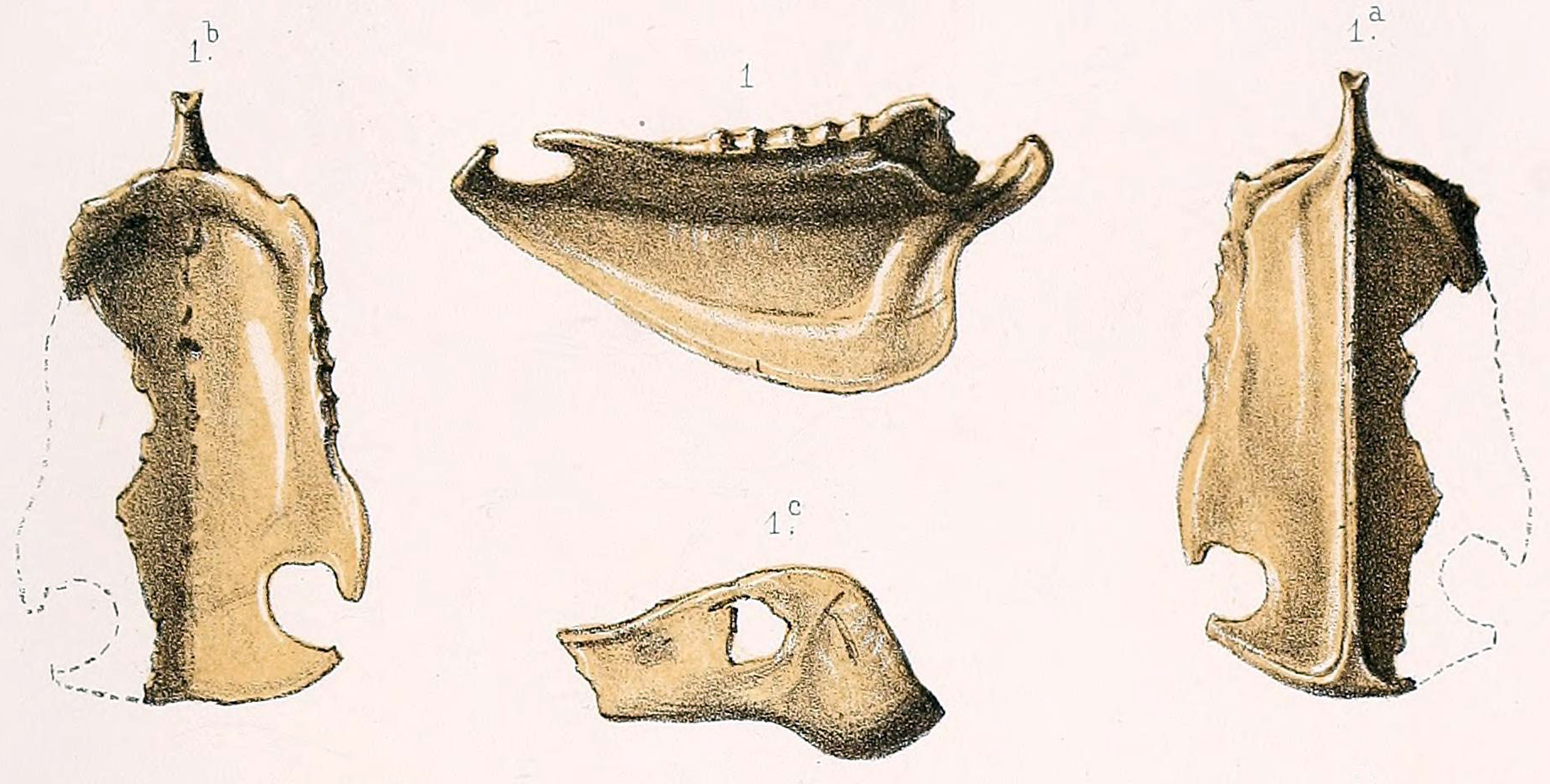
Mostek i żuchwa pozyskane z odłowionej samicy, 1875

Patrząc na morfologię aleksandrett, można stwierdzić, że od aleksandrett większych (P. eupatria) wywodzą się wszystkie aleksandretty występujące na Oceanie Indyjskim; poszczególne populacje zasiedlały nowe obszary kierując się na południe. Określone cechy aleksandrett większych zanikają stopniowo w kierunku południowym. Subfosylne szczątki P. eupatria wskazują na różnice w układzie kostnym względem pozostałych przedstawicieli Psittacula z Maskarenów, ale występują również podobieństwa, w tym zredukowany mostek, co wskazuje na wzajemne pokrewieństwo. Szczególnie blisko spokrewniona jest z aleksandrettą obrożną (Psittacula krameri). Występujące u aleksandretty maskareńskiej synapomorfie wskazują na długą izolację.
Wiele endemicznych ptaków Maskarenów, w tym dront dodo (Raphus cucullatus), wywodzi się od południowoazjatyckich przodków; angielski paleontolog Julian Hume zasugerował, że jest tak w przypadku wszystkich maskareńskich papug. Poziom morza w plejstocenie był niższy, więc łatwiej było kolonizować mniej wyizolowane wyspy. Większość wymarłych papug Maskarenów jest słabo poznana. Szczątki subfosylne wskazują na to, że dzieliły one pewne cechy, jak powiększona głowa i dziób, zredukowane mięśnie piersiowe i mocno zbudowane nogi. Hume zasugerował, że wszystkie powstały wskutek radiacji ewolucyjnej plemienia Psittaculini i mają wspólne pochodzenie.
Inne taksony z rodzaju Psittacula zasiedlające Maskareny to między innymi aleksandretta krótkosterna (Psittacula echo) z Mauritiusu i Reunionu (klasyfikacja sporna) i aleksandretta szara (P. bensoni), zamieszkująca obydwie te wyspy.

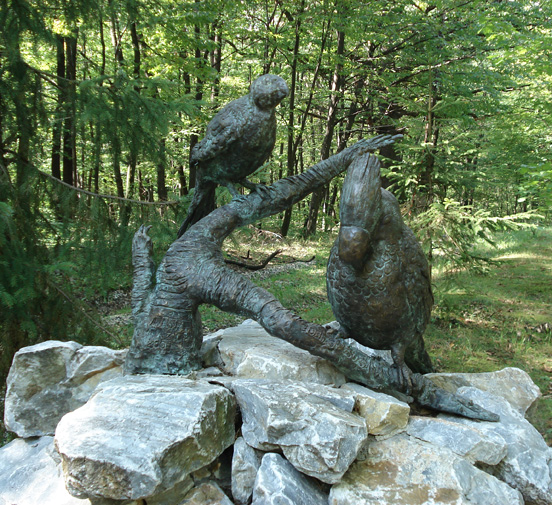
Figurki przedstawiające aleksandrettę maskareńską i, również wymarłą, papugę maurytyjską (Lophopsittacus mauritianus)

W badaniu nad filogenezą papug, którego wyniki opublikowano w 2011, nie uwzględniono aleksandretty maskareńskiej ze względu na brak możliwości wyodrębnienia DNA z istniejącego materiału. Wyniki badania wskazują na to, że papuzica maskareńska (Mascarinus mascarin) z pobliskiego Reunionu jest najbliżej spokrewniona z papuzicą małą (Coracopsis nigra) z Madagaskaru, a nie z rodzajem Psittacula, co zaprzecza teorii o wspólnym pochodzeniu maskareńskich papug. W badaniu z 2015 (Jackson et al.) uwzględniono DNA pobrane z podeszwy stopy samicy. Okazało się, że aleksandretta maskareńska należy do jednego kladu z podgatunkami aleksandretty obrożnej (z Azji i Afryki), od którego reszty oddzieliła się 3,82 mln lat temu. Zdaje się również być przodkiem papug z Mauritiusa i Reunionu. Do wyników badania załączono następujący kladogram:
|  | Psittacula krameri parvirostris                                                                |
|  |                                                                                                |
|  | \| \| Psittacula krameri manillensis \| \| \| \| \| \| Psittacula krameri borealis \| \| \| \| |
|  |                                                                                                |
|  | Psittacula krameri manillensis                                                                 |
|  |                                                                                                |
|  | Psittacula krameri borealis                                                                    |
|  |                                                                                                |

|  | Psittacula krameri manillensis |
|  |                                |
|  | Psittacula krameri borealis    |
|  |                                |

|  | \| \| Psittacula eques echo \| \| \| \| \| \| Psittacula eques eques (Réunion parakeet) \| \| \| \| |
|  | |
|  | Psittacula exsul                                                                                    |
|  | |
|  | Psittacula eques echo                                                                               |
|  | |
|  | Psittacula eques eques (Réunion parakeet)                                                           |
|  | |

|  | Psittacula eques echo                     |
|  |                                           |
|  | Psittacula eques eques (Réunion parakeet) |
|  |                                           |

|  | Psittacula krameri parvirostris                                                                |
|  |                                                                                                |
|  | \| \| Psittacula krameri manillensis \| \| \| \| \| \| Psittacula krameri borealis \| \| \| \| |
|  |                                                                                                |
|  | Psittacula krameri manillensis                                                                 |
|  |                                                                                                |
|  | Psittacula krameri borealis                                                                    |
|  |                                                                                                |

|  | Psittacula krameri manillensis |
|  |                                |
|  | Psittacula krameri borealis    |
|  |                                |

|  | \| \| Psittacula eques echo \| \| \| \| \| \| Psittacula eques eques (Réunion parakeet) \| \| \| \| |
|  | |
|  | Psittacula exsul                                                                                    |
|  | |
|  | Psittacula eques echo                                                                               |
|  | |
|  | Psittacula eques eques (Réunion parakeet)                                                           |
|  | |

|  | Psittacula eques echo                     |
|  |                                           |
|  | Psittacula eques eques (Réunion parakeet) |
|  |                                           |

|  | Psittacula krameri parvirostris                                                                |
|  |                                                                                                |
|  | \| \| Psittacula krameri manillensis \| \| \| \| \| \| Psittacula krameri borealis \| \| \| \| |
|  |                                                                                                |
|  | Psittacula krameri manillensis                                                                 |
|  |                                                                                                |
|  | Psittacula krameri borealis                                                                    |
|  |                                                                                                |

|  | Psittacula krameri manillensis |
|  |                                |
|  | Psittacula krameri borealis    |
|  |                                |

|  | \| \| Psittacula eques echo \| \| \| \| \| \| Psittacula eques eques (Réunion parakeet) \| \| \| \| |
|  | |
|  | Psittacula exsul                                                                                    |
|  | |
|  | Psittacula eques echo                                                                               |
|  | |
|  | Psittacula eques eques (Réunion parakeet)                                                           |
|  | |

|  | Psittacula eques echo                     |
|  |                                           |
|  | Psittacula eques eques (Réunion parakeet) |
|  |                                           |

|  | Psittacula krameri parvirostris                                                                |
|  |                                                                                                |
|  | \| \| Psittacula krameri manillensis \| \| \| \| \| \| Psittacula krameri borealis \| \| \| \| |
|  |                                                                                                |
|  | Psittacula krameri manillensis                                                                 |
|  |                                                                                                |
|  | Psittacula krameri borealis                                                                    |
|  |                                                                                                |

|  | Psittacula krameri manillensis |
|  |                                |
|  | Psittacula krameri borealis    |
|  |                                |

|  | \| \| Psittacula eques echo \| \| \| \| \| \| Psittacula eques eques (Réunion parakeet) \| \| \| \| |
|  | |
|  | Psittacula exsul                                                                                    |
|  | |
|  | Psittacula eques echo                                                                               |
|  | |
|  | Psittacula eques eques (Réunion parakeet)                                                           |
|  | |

|  | Psittacula eques echo                     |
|  |                                           |
|  | Psittacula eques eques (Réunion parakeet) |
|  |                                           |

## Morfologia

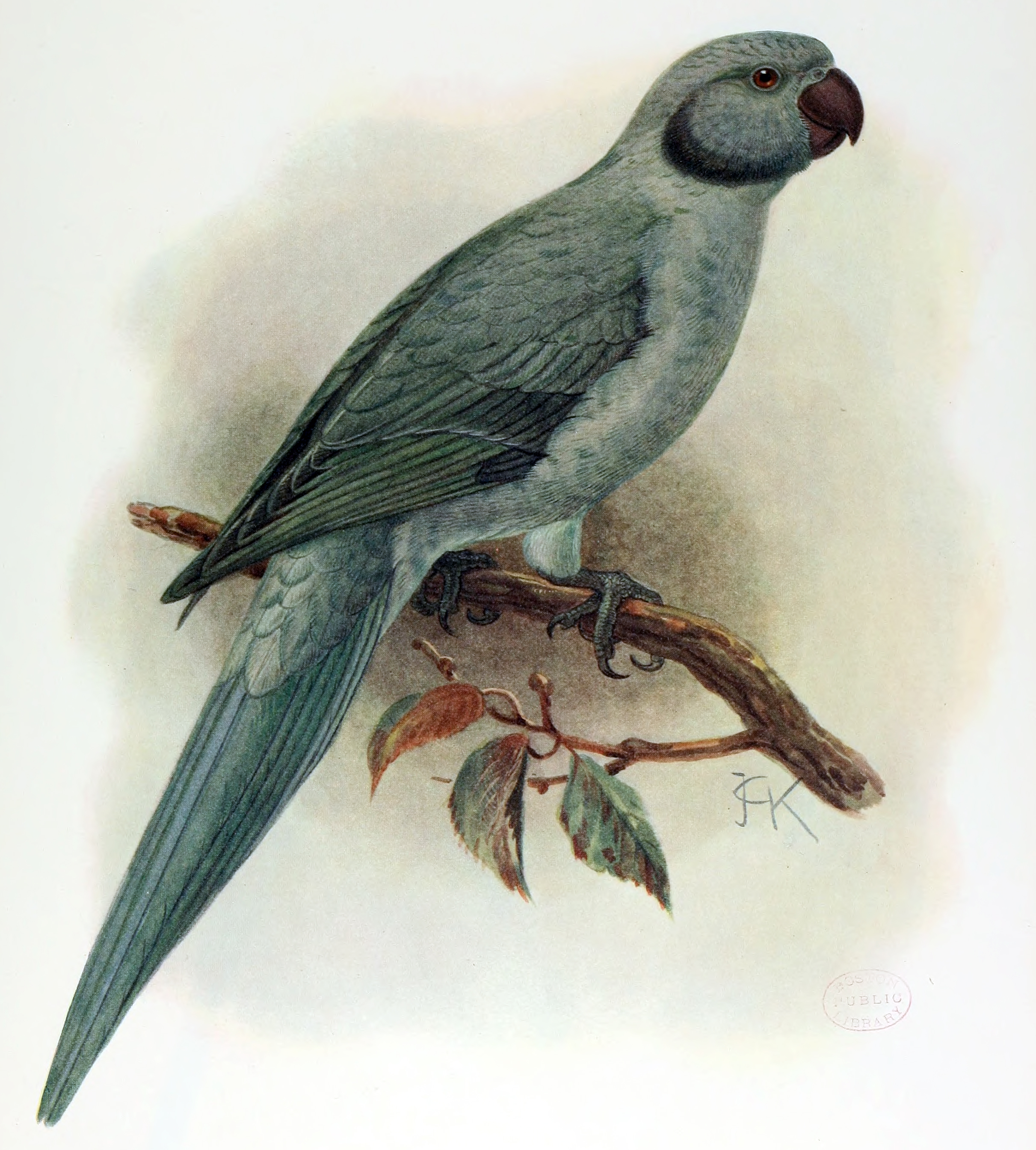
Tablica barwna autorstwa Keulemansa z książki Extinct Birds Rothschilda, wydanej w 1907, bazowana na spreparowanej samicy

Aleksandretty maskareńskie mierzyły około 40 cm długości – mniej więcej tyle, co aleksandretty obrożne. Długość skrzydła u spreparowanego samca wyniosła 198 mm, ogona – 206 mm, górnej krawędzi dzioba – 25 mm, a skoku – 22 mm. U samicy skrzydło mierzyło 191 mm długości, ogon – 210 mm, górna krawędź dzioba – 24 mm, a skok – 22 mm. Samiec był barwy szaroniebieskiej (łupkowoniebieskiej) z zielonawym nalotem; wierzch ciała odznaczał się ciemniejszym ubarwieniem. Na głowie barwa niebieska była wyraźniej zaznaczona. Od oka do woskówki biegła czarna linia. Od brody do karku ciągnęła się czarna obroża, zwężająca się ku karkowi. Spód sterówek był szarawy. Górna szczęka ciemna, czerwonobrązowa, żuchwa – czarna. Nogi szare, tęczówka żółta. Samica była ubarwiona podobnie, wyróżniała się bardziej szarą głową i czarniejszym dziobem. Czarna obroża była słabiej zaznaczona niż u samca i nie sięgała szyi. Ogólny wygląd aleksandretty maskareńskiej pokrywał się z ogólnym wyglądem innych aleksandrett (w tym czarną obrożą), jednak szaroniebieskie upierzenie było odmienne, ponieważ aleksandretty są w większości zielone.

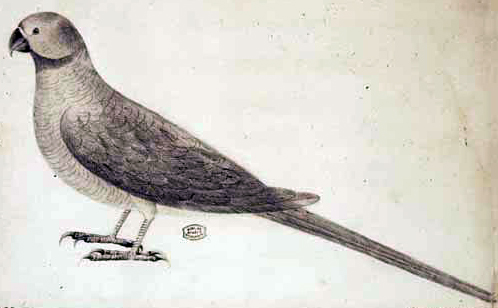
Inna ilustracja z lat 70. XVIII wieku przedstawiająca żyjącego osobnika

Francuski przyrodnik Philibert Commerson otrzymał żywy okaz z Mauritiusa w latach 70. XVIII wieku, opisał go jako szaroniebieskiego. Paul Jossigny wykonał dwie ilustracje przedstawiające tego osobnika. Są to jedyne znane przedstawienia żywego ptaka, pozostały nieopublikowane do 2007. Mimo że obydwa istniejące okazy mają niebieskie upierzenie, wczesne doniesienia z Rodrigues budzą wątpliwości co do koloru upierzenia. Jednym z nich jest opis Leguata:

Są tu obecne zielone i jasnoniebieskie papugi, są przeciętnej i równej długości; kiedy są młode, ich mięso jest tak dobre, jak mięso młodych gołębi

Jeśli zielone papugi, do których odnosił się Leguat, nie były papugami rodrigueskimi (Necropsittacus rodricanus), to mogła istnieć zielona odmiana aleksandrett maskareńskich, tak jak zasugerował Julian Hume. Jak zauważył Alfred Newton, niektóre z piór cechuje zarówno niebieski, jak i zielony odcień, zależnie od światła, co może wyjaśniać niektóre rozbieżności. Zielone papugi mogły również być zniesionymi przez sztorm papugami z innej wyspy, które przeżyły na Rodrigues krótki czas.
Dwa istniejące okazy początkowo zakonserwowane były w alkoholu, który – mimo że może odbarwić pióra – nie zmieni ich barwy z zielonej na niebieską. Hume i Hein van Grouw zasugerowali, że niebieska barwa mogła wynikać z niedziedzicznej mutacji – papugom Newtona mogło brakować psittaciny, barwnika, który wraz z eumelaniną skutkuje wizualnym wrażeniem zielonej barwy u papug. Całkowity jej brak skutkuje niebieską barwą, a redukcja jej zawartości w piórach nadaje im barwę pośrednią między zieloną a niebieską, taką jak u zachowanych okazów.

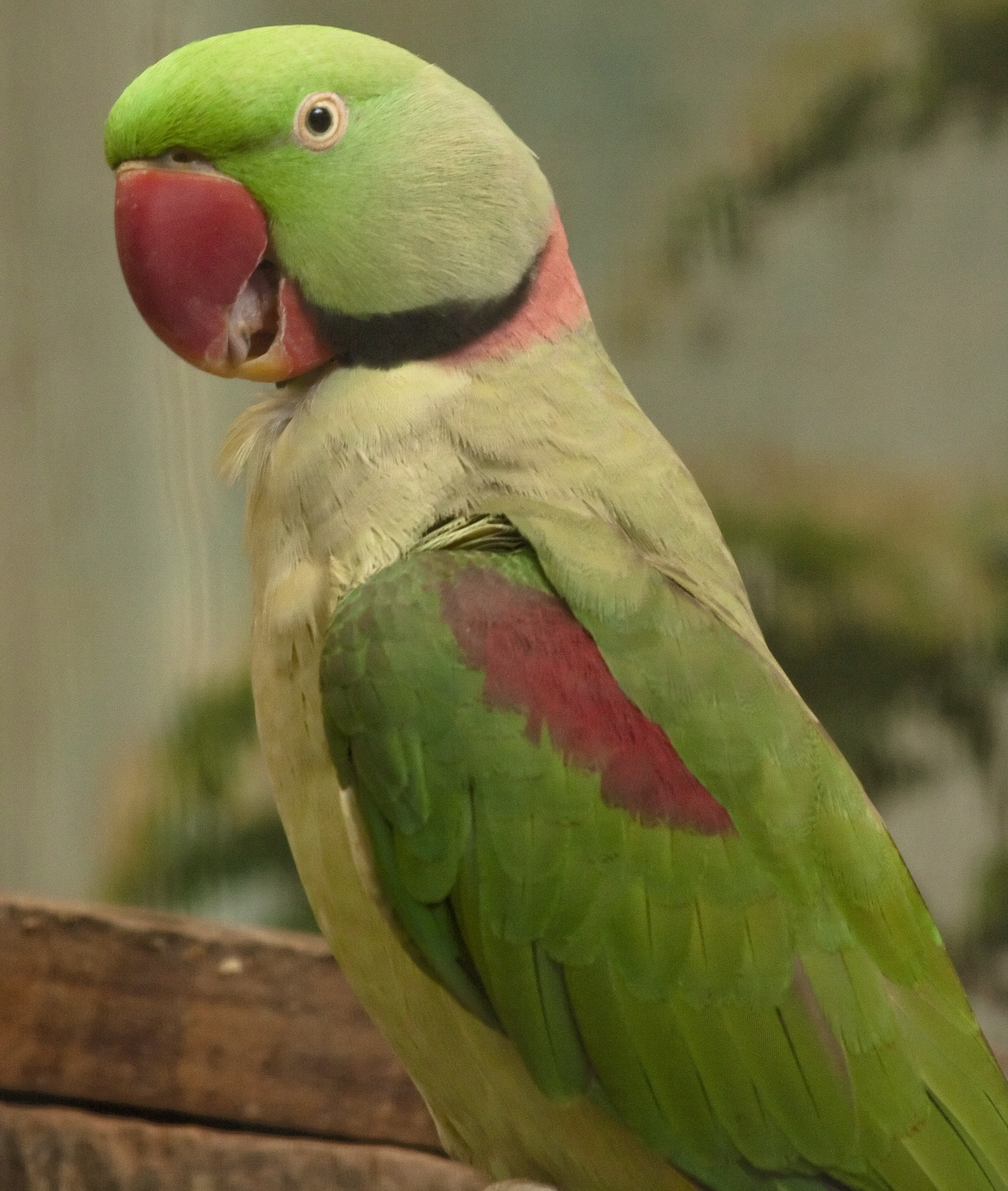
Spokrewnione aleksandretty większe (Psittacula eupatria) mają na skrzydle czerwone plamy, jak u tego dorosłego samca

Julien Tafforet opisał ptaki, które zdają się być zielonymi aleksandrettami maskareńskimi w Relation de l'Île Rodrigue, jednak to dalej komplikuje kwestię upierzenia:

Papugi są tu w trzech rodzajach, i dużych ilościach... Drugi gatunek [dorosły samiec aleksandretty maskareńskiej?] jest dość mniejszy i piękniejszy, bo ma upierzenie zielone, jak drugi gatunek [papuga rodrigueska], trochę bardziej niebieskie, a nad skrzydłami nieco czerwieni, takiej jak na dziobie. Trzeci gatunek [aleksandretta maskareńska] jest mały i cały zielony, a dziób ma czarny

Pojawiła się możliwość, że ostatnie dwa wspomniane ptaki były samcem i samicą aleksandretty maskareńskiej, a różnice wynikały z dymorfizmu płciowego. Alexandre Pingré także wspomniał o zielonych ptakach, prawdopodobnie i z czerwienią w upierzeniu, ale jego opis jest częściowo niezrozumiały i budzi wątpliwości. U spokrewnionych aleksandrett większych występuje czerwona plama na skrzydle. Brak ich u istniejących okazów aleksandrett maskareńskich. Pojedynczy spreparowany samiec był najpewniej młodociany, sądząc po kolorze dzioba, co może tłumaczyć brak czerwonej plamy. Rozmnażane w niewoli aleksandretty łatwo skrzyżować tak, by uzyskać niebieskie upierzenie; tłumi ono barwę czerwoną, więc formy niebieskie mogły nie mieć czerwonej plamy.

## Ekologia i zachowanie

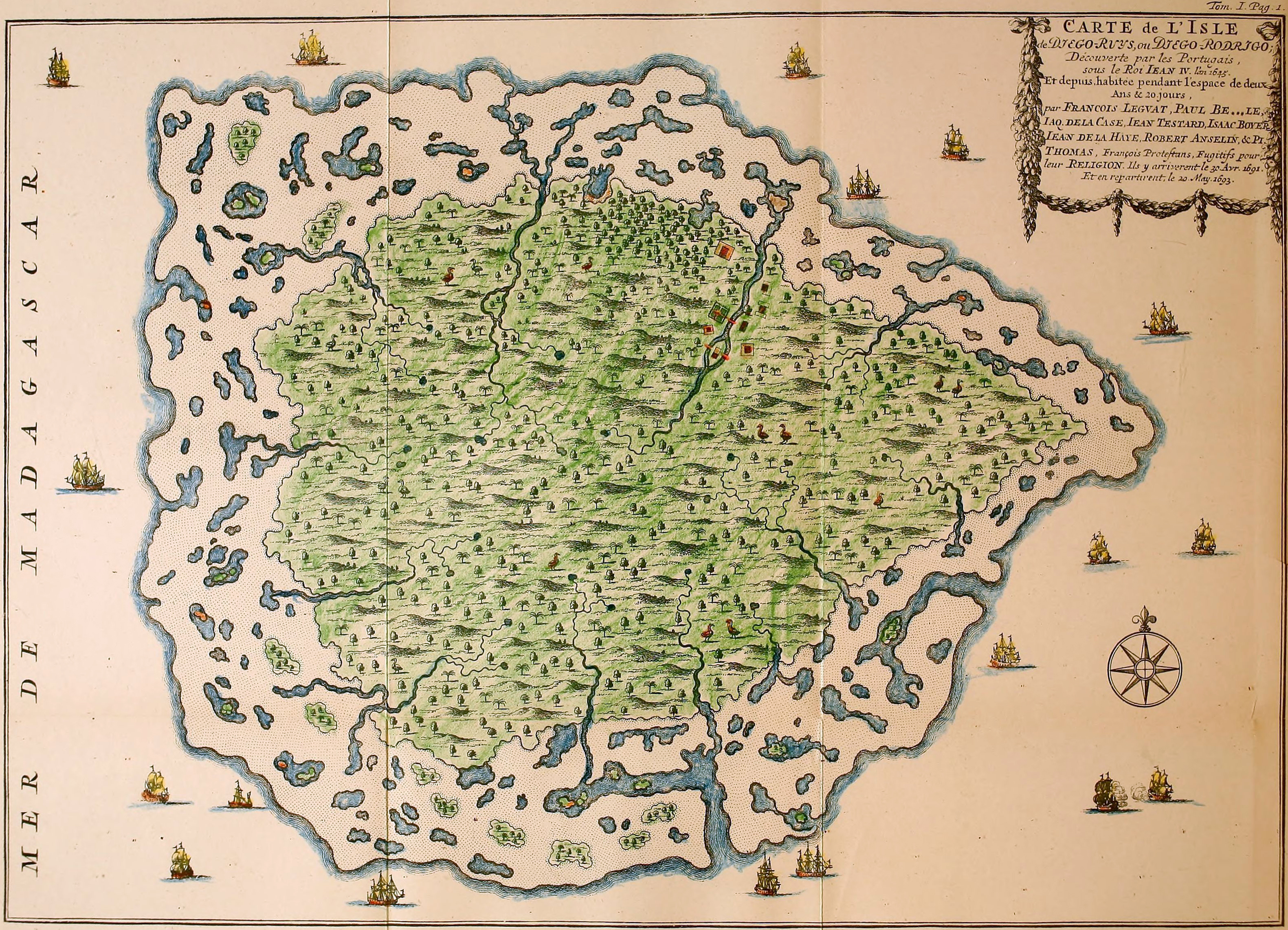
Mapa Rodrigues autorstwa Leguata, jego osada widoczna jest na północnym wschodzie; 1708

Niemal nic nie wiadomo o zachowaniu aleksandrett maskareńskich, ale prawdopodobnie było podobne, jak u innych przedstawicieli rodzaju. Leguat wspomniał, że papugi te jadły głównie orzechy Cassine orientalis. Możliwe, że jadły również liście, podobnie jak to czynią aleksandretty krótkosterne. Przeżycie aleksandrett maskareńskich długo po rozpoczęciu intensywnej wycinki lasów Mauritiusa świadczy o tym, że były mniej wrażliwe na zmiany w środowisku niż na przykład papugi rodrigueskie.
Leguat i jego ludzie wahali się, czy polować na aleksandretty, ponieważ były one bardzo ufne i łatwe do złapania. Złapali jedną papugę i trzymaną jako zwierzę domowe uczyli powtarzać mowę:

Łowiectwo i rybołówstwo były tak łatwe, że nie przynosiły nam przyjemności. Często rozkoszowaliśmy się uczeniem papug mówienia, było ich tu całkiem sporo. Jedną zabraliśmy na Maurice Isle [Mauritius], gdzie mówiło się po francusku i flamandzku

Jako że Leguat nie wspomniał rodzaju papug, którego dotyczy wspomnienie, autorzy nie są zgodni, czy były to aleksandretty maskareńskie, czy papugi rodrigueskie.
Autorzy badania nad filogenetyką przedstawicieli Psittacus, którego wyniki opublikowano w 2015, zasugerowali, że miejsce aleksandrett maskareńskich w ekosystemie można zastąpić krótkosternymi, ze względu na ich pokrewieństwo. Aleksandretta krótkosterna stanęła na granicy wymarcia w latach 80. XX wieku, gdy jej liczebność spadła do 20 osobników, więc jej sprowadzenie na pobliskie wyspy mogłoby pomóc w uratowaniu gatunku.
Wiele innych ptaków z Rodrigues wymarło po nadejściu ludzi, a ekosystem wyspy został poważnie naruszony. Cała wyspa była zalesiona przed nadejściem człowieka, ale w czasach współczesnych prowadzi się już wycinkę na niewielką skalę. Aleksandretta maskareńska współwystępowała z innymi wymarłymi już zwierzętami, jak dront samotny (Pezophaps solitaria), papuga rodrigueska, chruścielowiec rodrigueski (Aphanapteryx leguati), szpak maskareński (Necropsar rodericanus), uszatnik średni (Mascarenotus murivorus), ślepowron wielkogłowy (Nycticorax megacephalus) i synogarlica maskareńska (Streptopelia rodericana).

## Wymarcie

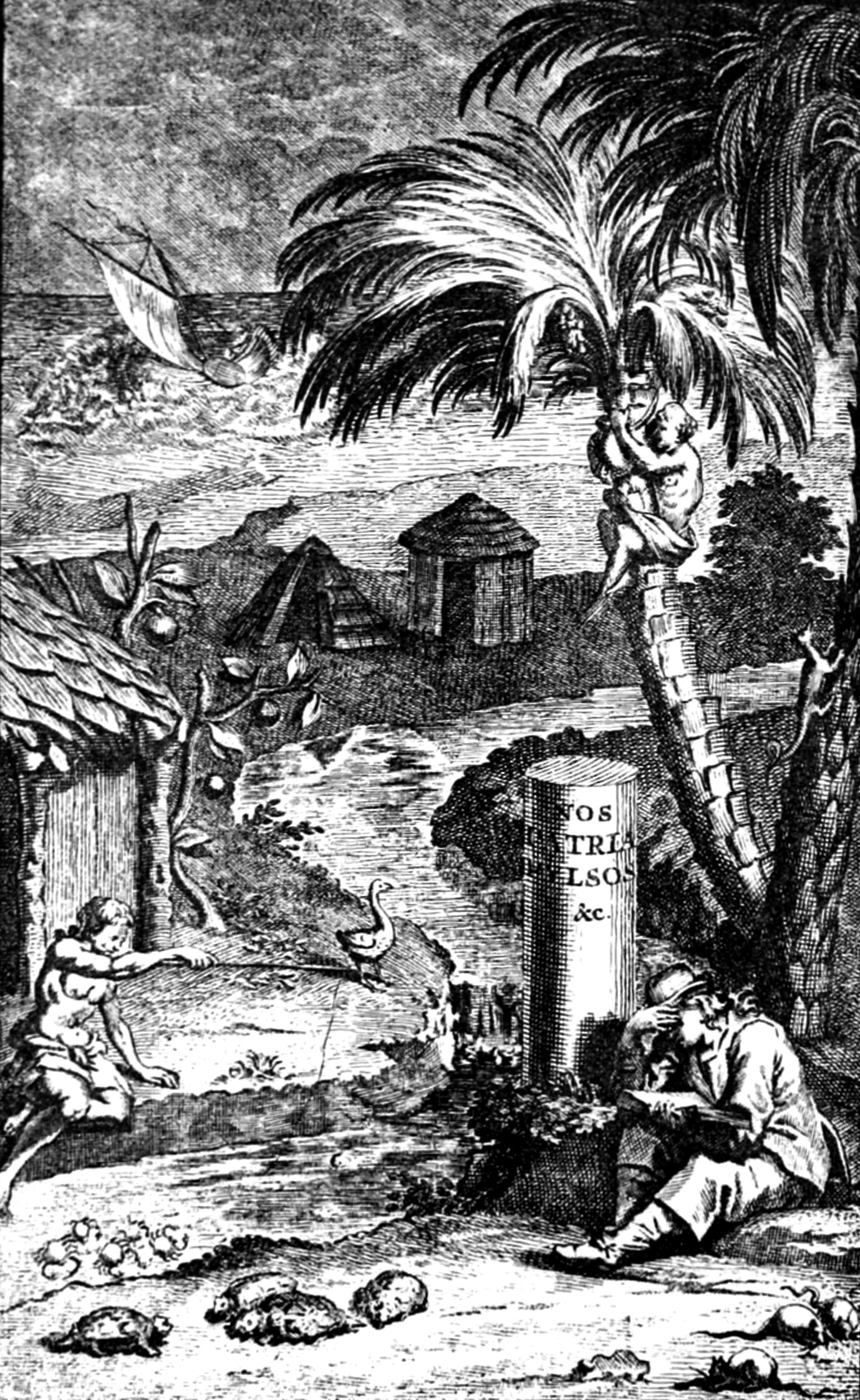
Frontyspis książki Leguata z 1708, ukazujący jego osadę

Z około 8 gatunków papug endemicznych dla Maskarenów nie wymarła jedynie aleksandretta krótkosterna. Pozostałe wymarły najpewniej przez połączenie nadmiernego odłowu z wylesianiem. Leguat odnotował, że podczas jego pobytu na Rodrigues aleksandretty maskareńskie były liczne. Były pospolite, kiedy Tafforet przebywał na wyspie w 1726, ale Alexandre Pingré w 1761 wspomniał, że stały się rzadkie. Były nadal obecne na przyległych południowych wysepkach (Isle Gombrani), podobnie jak papuga rodrigueska. Po 1761 większa część Rodrigues była mocno wylesiana i używana jako pastwiska dla bydła.
Sądząc po wczesnych doniesieniach, których autorzy zachwalali smak tych papug, można wysnuć przypuszczenie, że były one powszechnie jedzone przez odwiedzających wyspę. Zważywszy na ich niewielkie rozmiary, na jeden posiłek potrzeba było kilka papug. Pingré odnotował:

Te papugi zdają się być znacznie delikatniejsze [od nietoperzy]. Nie przegapiłbym żadnego polowania Francuzów, jeśli te papugi byłyby pospolitsze – ale stają się coraz rzadsze. Są tu jeszcze mniej liczne papugi [rodrigueskie], ale te były niegdyś liczne, jak twierdzi François Leguat; mała wysepka na południe od Rodrigues nadal nazywana jest Wyspą Papug [chodzi o Isle Pierrot].

Jak twierdził Thomas Corby, aleksandretty maskareńskie mogły nadal być dość liczne w 1843. Henry H. Slater odnotował, że widział jednego osobnika w południowo-zachodniej części wyspy podczas jego trzymiesięcznego pobytu na wyspie w 1874. William J. Caldwell obserwował kilka osobników w 1875 podczas swojego, również trzymiesięcznego, pobytu na Rodrigues. Samiec, którego odłowił w 1875 i przekazał Newtonowi, jest ostatnim znanym przedstawicielem gatunku. Następnego roku pojawiło się kilka cyklonów, które mogły całkowicie wybić pozostałą populację. Kolejne silne sztormy nawiedziły wyspę w 1878 i 1886 i, mimo że pozostało na wyspie kilka zalesionych obszarów, było niewiele miejsca na ewentualną populację, która mogła przetrwać. Pojawiły się niczym niepotwierdzone doniesienia o przeżyciu gatunku do początku XX wieku. W 1967 James Greenway wysnuł przypuszczenie, jakoby skrajnie nieliczna populacja miała ostać się na przybrzeżnych wysepkach, które często są ostatnią ostoją zagrożonych gatunków. Hume zaprzeczył, gdyż jego zdaniem wysepki te są zbyt małe dla całej populacji papug.